# Cattedrale di San Dionisio (Zante)
La cattedrale di San Dionisio (in greco Μητροπολιτικός Ναός του Αγίου Διονυσίου?) è la cattedrale ortodossa di Zante, nell'isola di Zacinto, in Grecia, e sede della metropolia di Zante.

## Storia e descrizione
La chiesa originale è stata distrutta durante il terremoto di Zante 1893. Un apposito comitato promosse una raccolta fondi nel 1900 al fine di erigere una nuova chiesa. L'inaugurazione avvenne il 22 agosto 1948. La nuova chiesa conserva importanti opere d'arte tra cui: le icone con rivestimento d'argento di Georgio Diamantis del 1829, un dipinto di Nicola Koutouzis del 1766, gli affreschi sulle pareti dei pittori Nicola Stratouli, Dionigi Andravidioti, Giovanni Caruso, Charalambos Ghiatra e Ioannes Tsolakis.